# Ladenbergia gavanensis
Espèce
Synonymes
- Buena magnifolia (Ruiz & Pav.) Wedd.[2]
- Buena nitida (Benth.) Wedd.[2]
- Cascarilla caduciflora (Humb. & Bonpl.) Wedd.[2]
- Cascarilla gavanensis Schltdl.[2]
- Cascarilla magnifolia (Ruiz & Pav.) Wedd.[2]
- Cascarilla nitida (Benth.) Wedd.[2]
- Cascarilla oblongifolia (Humb. ex Mutis) Wedd.[2]
- Cascarilla rostrata Wedd.[2]
- Cinchona caduciflora Humb. & Bonpl.[2]
- Cinchona grandifolia Ruiz & Pav. ex Poir.[2]
- Cinchona heterocarpa H.Karst.[2]
- Cinchona lutescens Vell.[2]
- Cinchona magnifolia Ruiz & Pav.[2]
- Cinchona nitida Benth.[2]
- Cinchona oblongifolia Humb. ex Mutis[2]
- Ladenbergia gavanensis (Schltdl.) Standl.[2]
- Ladenbergia magnifolia (Ruiz & Pav.) Klotzsch[2]
- Ladenbergia nitida (Benth.) Klotzsch[2]

Statut de conservation UICN

 VU D2 : Vulnérable
Ladenbergia gavanensis est une espèce de plantes de la famille des Rubiaceae.

## Publication originale
- Publications of the Field Museum of Natural History, Botanical Series 13(6): 42. 1936.